# Вишневский, Иван Сергеевич (музыкант)
Иван Сергеевич Вишневский (9 декабря 1960, Москва — 15 октября 2018, Дмитров) — российский композитор и музыкальный журналист.
Сын журналиста-международника Сергея Вишневского и литератора Светланы Вишневской (в девичестве Мироновой). Начал заниматься музыкой в 17-летнем возрасте. Окончил теоретическое отделение музыкального училища имени Октябрьской революции и (с отличием) композиторское отделение института имени Гнесиных (класс Геннадия Чернова). Становился лауреатом Всесоюзных, международных и Всероссийских конкурсов. Участвовал в первом фестивале Отечественной хоровой музыки в 1990 году. Был членом Бюро молодёжной секции Союза композиторов СССР.

## Радиожурналистика
С 1986 года по 1996 год работал в Главной музыкальной редакции Всесоюзного радио (Гостелерадио СССР, Радио-1 «Останкино») редактором, старшим редактором, ведущим программ. Разработал концепции и провёл первые эфиры передач «Маленькие шедевры большой музыки», «Мгновенья музыки прекрасной», «Мысли о музыке», «Фея музыки», «Музыка: проблемы, суждения, критика», «День музыки», «Концерт-размышление». Вёл «Новости музыкальной жизни», «В рабочий полдень», «Разговоры взрослых людей в прямом эфире». В программах Вишневского участвовали, в частности, такие музыканты, как Г. В. Свиридов, Б. А. Чайковский, В. А. Гаврилин,Т.Г.Смирнова, В. Г. Кикта, Е. Ф. Светланов, В. Н. Минин, Л. Н. Бруштейн, А. Ф. Ведерников, Е. Е. Нестеренко, Е. В. Образцова, В. И. Пьявко, Д. А. Хворостовский.
С 1997 года по 2008 год работал на радиостанции «Народное радио». Был одним из организаторов, соавтором концепции, художественным редактором, автором заставок и джинглов, ведущим художественных и общественно-политических передач. Выступал как популяризатор и пропагандист народной музыки — в том числе в сотрудничестве с В. М. Щуровым. Под конец жизни был заместителем главного редактора радиостанции «Благовещение», заместителем главного редактора радиостанции «Завтра — Да!», ведущим телеканала «День», журналистом газеты «Завтра».
Подготовил и опубликовал в федеральных СМИ цикл больших бесед с видными деятелями культуры (И. К. Архиповой, Н. Н. Добронравовым, А. Н. Пахмутовой, В. М. Клыковым, В. Г. Распутиным, С. М. Слонимским, В. И. Федосеевым, Т. Н. Хренниковым, В. А. Чернушенко, В. Б. Довганем и многими другими..

## Композиции
Иван Вишневский известен, главным образом, как автор хоровой музыки. Его хоры исполнялись на фестивалях Отечественной хоровой музыки (1990 г.), «Всероссийские хоровые ассамблеи» (2005—2006 гг.), Пасхальном фестивале (2006—2013 гг.), фестивалях в Киеве (2006—2010 гг.), фестивале хора храма Христа Спасителя «Песнопения Христианского мира» (2013—2016 гг.), «Московской осени» (2007—2014 гг.).
Основные сочинения:
- Пять хоров на народные слова для камерного женского состава (1983);
- Струнный квартет в двух частях (1985);
- Симфония-концерт для флейты, альта и симфонического оркестра (1988);
- «А значит…» — поэма для струнного оркестра (1992);
- «Забытая музыка» для фортепиано и струнного оркестра (1996—2004 гг.);
- «Ладные песни» — концерт для хора на народные слова (2005);
- Симфония-концерт для фортепиано с оркестром «Южная Русь» (2006);
- «У лесного аналоя», песни и псалмы для хора, слова Сергея Есенина (2006);
- «Дороги» — хоровая сюита, слова Николая Рубцова (2007);
- Из «Часов Пасхи» для хора (2008);
- «Жар-птица» — 4 стихотворения Сергея Клычкова для хора (2009);
- «Наброски драмы из украинской истории», оратория, слова Николая Гоголя (2010);
- «Из песнопений вечерни» (2011);
- «Путешествие Лирника, познавшего у разных народов, как играют песни во славу Божию» — оратория для солистов, смешанного хора и ансамбля этнических и симфонических инструментов на слова протоиерея Андрея Спиридонова (2013);
- «Новороссия» — поэма для голоса и фортепиано на слова русских поэтов (2015).

Член Союза композиторов России и Союза журналистов Москвы.
Президент Патриаршего фестиваля «Песнопения Христианского мира» (2013—2014 гг.).

## Творческая позиция
Иван Вишневский считает себя последователем и продолжателем Георгия Свиридова, который в самом начале его творческого пути, по сообщению музыковеда А. Вульфова, «прослушал три ранних хора Ивана Вишневского на народные слова, написанные для женского состава, и пришёл в полный восторг». По словам самого Вишневского,

Я искренне считаю Георгия Васильевича Свиридова даже не в высшей степени талантливым, даже не «просто» гениальным композитором, а человеком, явившим в себе тип, превосходящий и разумом, и интуитивной мощью, и художественным дарованием всех людей, известных мне из литературы и личных встреч. <…> Но и как неистово ненавидели Свиридова враги! Помню безумную сплетню о том, что Свиридов сам ничего не сочиняет, а использует композиторов-«рабов». Покажите мне тех неизвестных гениев, кто сочинил «свиридовский стиль»! А врали и чернили, потому что боялись. А бояться русофобам и ненавистникам культуры, «бескомпромиссным борцам с религиозным дурманом» действительно было чего. Ведь Свиридов был не просто гениален — он был небывало силён и бесстрашен. <…> Я всегда ощущал, что имею дело не просто с приблизившим меня гением, а со сверхчеловеком. От Старца било невиданной мною энергией. Рукопожатие пронзало током, мысли его приобретали гнетущую тяжесть вещества какой-то фантастической сверхплотной звезды.